# Saint Hill Green
Saint Hill Green – wieś w Anglii, w hrabstwie West Sussex, w dystrykcie Mid Sussex. Leży 61 km na północny wschód od miasta Chichester i 46 km na południe od Londynu.